# Schönberg (Rätikon)
Der Schönberg ist ein 2104 m ü. M. hoher Berg im Fürstentum Liechtenstein.

## Lage
Der Gipfel des Schönbergs liegt in der Liechtensteiner Oberland, ungefähr dreieinhalb Kilometer nordwestlich der Malbuner Ortsmitte in der zu den westlichen Zentralalpen gehörenden Gebirgsgruppe des Rätikon.

## Zustiege
- Von Malbun ist der Gipfel des Schönbergs an der Friedenskapelle und dem «Sass-Seelein» vorbei auf dem Sassweg über das «Sass-Fürkle» (1785 m ü. M.) und durch den Osthang des Stachlerkopfs in ungefähr zwei Stunden zu erreichen.
- Von Steg über «Bärg» und durch die Südwestflanke des Stachlerkopfs in rund zweieinhalb Stunden.

Der Berg mit seinen mäßig geneigten, weiten Südhängen wird im Winter häufig mit Tourenski begangen.

## Aussicht

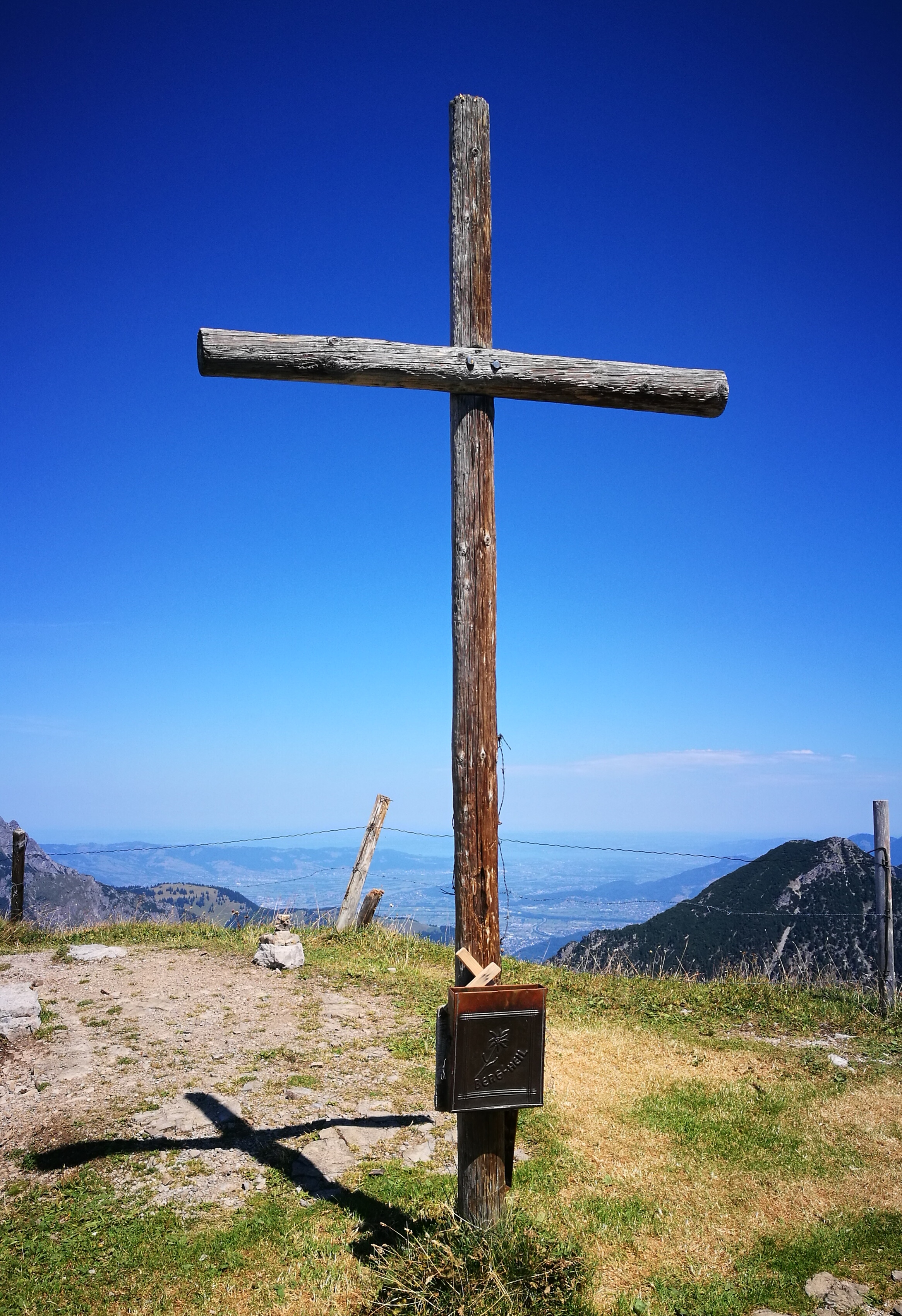
Gipfelkreuz des Schönbergs

Vom Gipfelkreuz bietet sich ein fantastischer Blick auf die Liechtensteiner, Österreicher und Schweizer Bergwelt: in den Rätikon sowie über das 1600 Meter tiefer gelegene Rheintal hinweg auf die Alviergruppe, zu den Churfirsten und zum Säntis im Alpstein. Direkt nach Westen fällt der Berg ins weitgehend naturbelassene, steil eingeschnittene Saminatal ab.
Weiterhin reicht der Blick zum Allgäu (Nebelhorn, Mädelegabel, Hochvogel) und in die Lechtaler Alpen (z. B. Valluga), über den Bodensee hinweg weit nach Norden bspw. zum 115 km entfernten Bussen und im Südwesten in die Glarner Alpen (Ringelspitz, Tödi).